# Кулик Володимир Самійлович
Володимир Самійлович Кулик (нар. 11 грудня 1940, місто Чернігів Чернігівської області) — український радянський діяч, регулювальник радіоапаратури виробничого об'єднання «Чернігівський радіоприладний завод». Депутат Верховної Ради УРСР 9—10-го скликань.

## Біографія
Освіта середня спеціальна.
У 1959—1963 роках — служба у Військово-Морському флоті СРСР.
У 1963—1969 роках — електрослюсар Чернігівського комбінату хімічного волокна.
З 1969 року — електрослюсар, з 1971 року — регулювальник радіоапаратури Чернігівського ремонтно-механічного заводу (виробничого об'єднання «Чернігівський радіоприладний завод»).
Потім — на пенсії в місті Чернігові.

## Нагороди
- орден Трудового Червоного Прапора
- медалі